# John Whitehurst
John Whitehurst FRS (n. 10 aprilie 1713, Cheshire, Anglia – d. 18 februarie 1788) a fost un ceasornicar și om de știință, și a făcut contribuții primitive semnificative în geologie. A fost un membru influent al Societății Lunare.

## Viața și opera
Whitehurst s-a născut în Congleton, Cheshire, fiu al unui ceasornicar, John Whitehurst senior. Primind doar o ușoară educație formală, Whitehurst junior a fost învățat ceasornicăria de către tatăl său, care a încurajat, de asemenea, urmarea științei de către băiatul său. La vârsta de douăzeci și unude ani, fiul a vizitat Dublin pentru a inspecta un ceas de construcție curioasă de care el auzise. În 1772, el a inventat "motorul de pulsație" (care nu trebuie să fie amestecat cu o pompă Pulser), un aparat de ridicare a apei care a fost precursorul berbecului hidraulic.

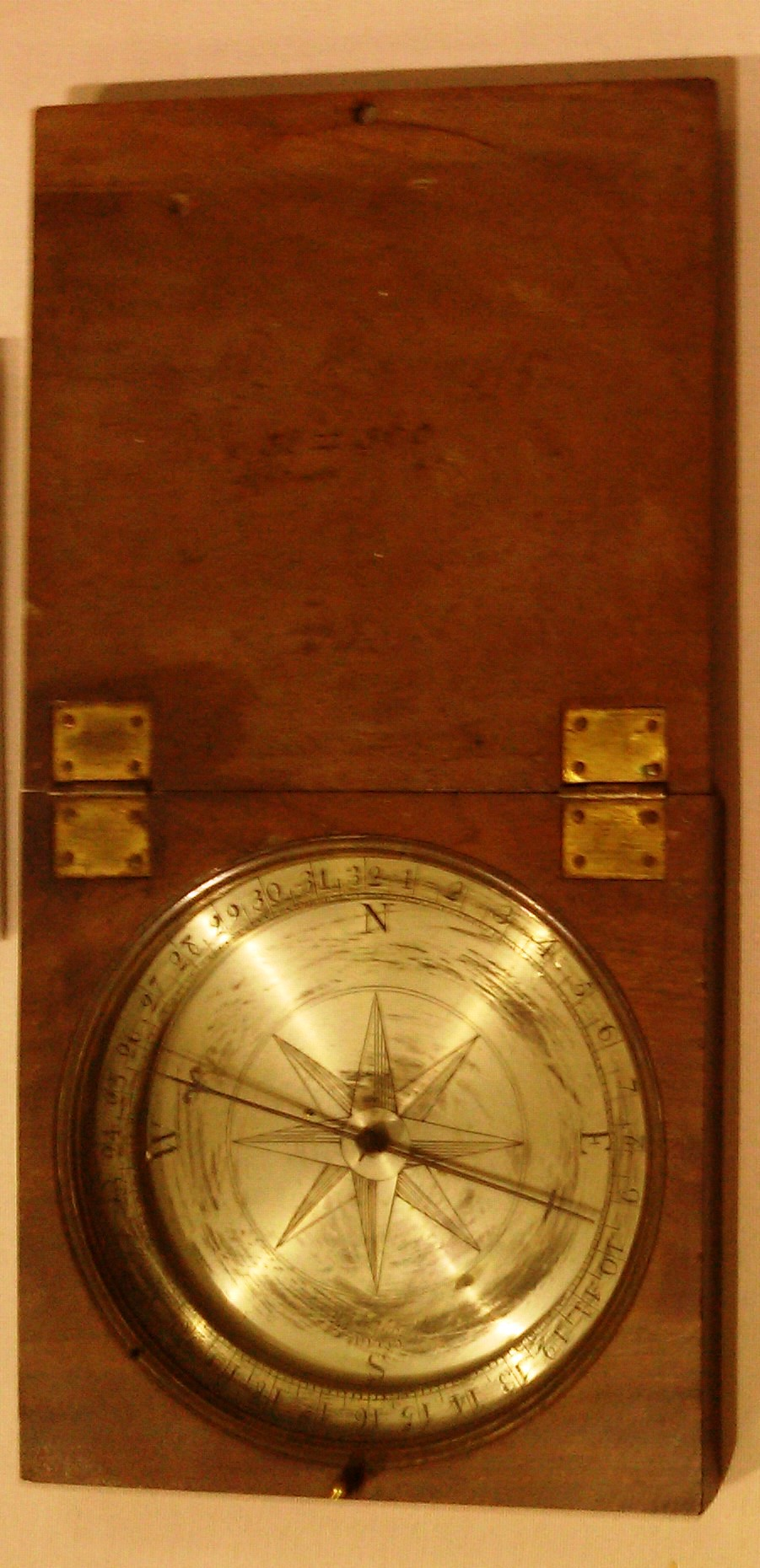
O busolă de precizie realizată de Whitehurst pentru Peter Perez Burdett, pe care acesta a folosit-o pentru a crea o hartă a Derbyshire.

## Scrieri selectate
- Whitehurst, John (1778). An Inquiry into the Original State and Formation of the Earth. London: J. Cooper. ISBN 0-405-10465-0. Arhivat din original la 24 iulie 2011. Accesat în 24 iulie 2011. A 2-a ed. (1786).
- Whitehurst, John (1787). An Attempt Towards Obtaining Invariable Measures of Length, Capacity, and Weight, From the Mensuration of Time, Independent of the Mechanical Operations Requisite to Ascertain the Center of Oscillation, or the True Length of Pendulums. London: W. Bent.

## Legături externe
- Dick, Malcolm. „John Whitehurst: Clockmaker, Engineer and Geologist”. Revolutionary Players. Arhivat din original la 24 iulie 2011. Accesat în 24 iulie 2011. Mai multe valori specificate pentru |lucrare= și |work= (ajutor)
- O anchetă în starea inițială și formarea Pământului Arhivat în 21 decembrie 2016, la Wayback Machine. (1778) - facsimil digital complet la Biblioteca Linda Hall